# Hangover
Hangover (englisch für „Kater“) ist eine US-amerikanische Filmkomödie aus dem Jahr 2009. Der Film bildet mit den Fortsetzungen Hangover 2 und Hangover 3 die Hangover-Trilogie. In den Hauptrollen sind Bradley Cooper, Ed Helms und Zach Galifianakis zu sehen.

## Handlung
Zwei Tage vor der Hochzeit mit seiner großen Liebe Tracy bricht Doug mit seinen Freunden zu einem Junggesellenabschied nach Las Vegas auf. Neben dem Zahnarzt Stu, der vor seiner dominanten Freundin Melissa behauptet, zu einer Weinverkostung zu fahren, und dem verheirateten, aber gelangweilten Lehrer und Vater Phil schließt sich ihnen auch Dougs zukünftiger Schwager Alan an.
Gemeinsam begeben sich alle vier im Mercedes-Cabrio des zukünftigen Schwiegervaters nach Las Vegas, mieten eine teure Suite im Caesars Palace, trinken Jägermeister auf dem Hoteldach – und wachen am nächsten Morgen vollkommen verkatert und mit Filmriss in der verwüsteten Suite auf, in der ein weißes Huhn herumläuft. Im Badezimmer befindet sich außerdem ein Tiger und Bräutigam Doug ist verschwunden. Stu, Phil und Alan haben so gut wie keine Erinnerungen an die vorangegangene Nacht und beginnen, die Geschehnisse anhand von Indizien zu rekonstruieren: Dougs Hotelmatratze hängt an einer Statue an der Fassade des Hotels, Phil trägt ein Patientenarmband, Stu fehlt ein Schneidezahn und im Kleiderschrank wird ein ihnen unbekanntes Baby gefunden, das sie mitnehmen.
Als ein Hotelpage mit einem Polizeiwagen vor dem Hoteleingang vorfährt, aussteigt und den drei verdutzten Männern das Fahrzeug mit den Worten „Hier ist Ihr Wagen, Officers“ übergibt, nutzen die drei Männer die Gelegenheit und fahren in das Krankenhaus der Stadt, um mit dem Arzt zu sprechen, der Phil behandelt hat. Dieser erzählt ihnen, sie seien am Vorabend von einer Hochzeit ins Krankenhaus gekommen. Die Gruppe fährt daraufhin zur Best Little Wedding Chapel, wo Stu am Vorabend offensichtlich die ihm unbekannte Stripperin Jade geheiratet hat. Für eine Annullierung der Ehe ist ihr Einverständnis erforderlich, sodass sich die Gruppe in der Kapelle Jades Anschrift geben lässt.
Vor der Hochzeitskirche werden sie von zwei mit Baseballschlägern bewaffneten Männern angegriffen, können jedoch mit dem nun arg demolierten Streifenwagen entkommen und fahren zu Jade. Es stellt sich heraus, dass das am Morgen im Schrank ihrer Suite gefundene Baby namens Tyler ihr gehört. Kurz darauf stürmt die Polizei Jades Wohnung und nimmt die drei Männer wegen des Diebstahls des Polizeiwagens fest.
Auf der Wache telefoniert Phil mit Tracy. Er erzählt ihr, dass die gesamte Gruppe noch eine weitere Nacht in Las Vegas verbringen werde, da sie vom Hotel eine Gratisübernachtung geschenkt bekommen habe. Nach Verhandlungen mit den Polizisten, in deren Folge sich Phil, Stu und Alan als Versuchsobjekte für Elektroschocker zur Verfügung stellen, werden die drei ohne Anklage aus der Haft entlassen. Sie finden ihr Auto, in dessen Kofferraum sich jedoch ein verärgerter, nackter Asiate befindet. Dieser schlägt alle drei mit einem Brecheisen nieder, bevor er flieht. Alan gesteht anschließend seinen zwei Mitstreitern, dass er ihnen versehentlich die „Roofies“ genannten K.-o.-Tropfen Rohypnol statt Ecstasy in den Jägermeister gemischt hatte, den sie abends gemeinsam auf dem Hoteldach getrunken hatten.
Im Hotel angekommen, begegnen die drei in ihrer Suite dem verärgerten Mike Tyson, der zuerst Alan niederschlägt und anschließend verlangt, den ihm gestohlenen Tiger, der sich immer noch im Badezimmer der Suite befindet, in seine Villa zurückzubringen. Dies gelingt, auch wenn der Tiger dabei die Polsterung des Wagens zerstört. In der Villa spielt Tyson den Herren ein Überwachungsvideo vor, auf dem weitere Peinlichkeiten der zum Zeitpunkt des Tigerdiebstahls noch vier Männer zählenden Truppe zu sehen sind. Auf dem Rückweg wird ihr Fahrzeug von den Männern gerammt, die bereits vor der Hochzeitskirche aggressiv aufgetreten waren. Der Anführer der Gruppe entpuppt sich als der nackte Asiate aus dem Kofferraum, der die Männer eines Diebstahls bezichtigt. Seine Umhängetasche, in der Chips im Wert von 80.000 US-Dollar gewesen seien, wurde offenbar vertauscht. Er verlangt das Geld zurück und bietet im Gegenzug die Freilassung von Doug an, der sich vermummt und gefesselt anscheinend auf dem Rücksitz des Wagens der Asiaten befindet.
Phil, Stu und Alan gelingt es, in dieser Nacht die geforderten 80.000 US-Dollar durch Kartenzählen beim Black Jack im Riviera Casino zu gewinnen, wobei sich Alan als genialer Analytiker entpuppt. Bei der Übergabe am nächsten Tag stellt sich jedoch heraus, dass es sich beim freigekauften Doug nicht um den Freund, sondern den gleichnamigen Drogendealer handelt, der Alan vor einigen Tagen fälschlicherweise die Roofies verkauft hatte. Beim Grübeln über den Namen „Roofies“ fällt Stu ein, dass sich die Fenster ihres Hotels nicht öffnen lassen, die Bettmatratze also nicht aus ihrem Hotelzimmerfenster geworfen wurde, sondern offensichtlich vom Hoteldach (englisch „roof“), wo die Gruppe am Abend Jägermeister getrunken hatte. Sie müssen also Doug auf dem Dach ausgesperrt und dann vergessen haben.
Die Gruppe fährt zum Hotel und findet den vermissten Freund im Delirium auf dem Dach. Außerdem hat er in seiner Tasche die vermissten Casinochips über 80.000 Dollar bei sich. Seine Haut zeigt heftigen Sonnenbrand und zur Hochzeit sind nur noch vier Stunden Zeit. Alle vier fahren mit dem inzwischen total verbeulten Auto seines zukünftigen Schwiegervaters zügig nach Hause und kommen rechtzeitig zur Hochzeit an.
Stu trennt sich von seiner dominanten Freundin Melissa, nachdem er sich in Las Vegas bereits für ein weiteres Treffen mit Jade verabredet hatte. Alan findet nach der Trauung im Wagen eine Digitalkamera, die die Gruppe während ihrer Nacht dabei hatte und deren Fotos die letzten offenen Fragen klären und helfen, die Lücken ihrer Filmrisse zu schließen. Diese Fotos sind während des Abspanns zu sehen.

## Produktion

### Dreharbeiten
Die Dreharbeiten zum Film fanden ab Oktober 2008 in Las Vegas, Los Angeles und Rialto statt, wobei an letzterem Drehort lediglich die Autobahn-Szenen gefilmt wurden. Die Außenszenen und Szenen im Foyer des Hotels wurden im Caesars Palace gedreht, während das später verwüstete Hotelzimmer dem Original angepasst in einem Studio aufgebaut wurde. Die Best Little Wedding Chapel wurde extra für den Dreh gebaut.
Während der Dreharbeiten wurde dem Filmteam ein markanter Mercedes gestohlen. Am folgenden Tag sperrte die örtliche Polizei für eine Szene einige Straßen. In dem zum Erliegen gekommenen Verkehr wurde das am Vortag entwendete Fahrzeug entdeckt und der Fahrer verhaftet.

### Synchronisation
Die deutsche Synchronisation entstand nach einem Dialogbuch von Kim Hasper unter dessen Dialogregie im Auftrag der Film- & Fernseh-Synchron GmbH in München/Berlin.
| Rolle                       | Darsteller         | Deutsche Stimme    |
| --------------------------- | ------------------ | ------------------ |
| Phil Wenneck                | Bradley Cooper     | Tobias Kluckert    |
| Stu Price                   | Ed Helms           | Uwe Büschken       |
| Alan Garner                 | Zach Galifianakis  | Michael Iwannek    |
| Doug Billings               | Justin Bartha      | Marcel Collé       |
| Leslie Chow                 | Ken Jeong          | Axel Malzacher     |
| Sid Garner                  | Jeffrey Tambor     | Helmut Gauß        |
| Jade                        | Heather Graham     | Katrin Fröhlich    |
| Schwarzer Doug              | Mike Epps          | Dennis Schmidt-Foß |
| älterer Mann an Tankstelle  | Ken Flaherty       | Thomas Hailer      |
| älterer Polizist            | James Martin Kelly | Thomas Hailer      |
| Chows #1                    | Ian Anthony Dale   | Nicolas Böll       |
| Dr. Valsh                   | Matt Walsh         | Peter Flechtner    |
| Eddie Palermo               | Bryan Callen       | Markus Pfeiffer    |
| Felix, der ältere Patient   | Murray Gershenz    | Thomas Hailer      |
| Frau in Aufzug              | Constance Broge    | Maja Dürr          |
| Hotelgast beim Parkservice  | Chuck Pacheco      | Gunnar Helm        |
| Kasinoboss                  | Joe Alexander      | Matthias Rimpler   |
| Kassiererin                 | Sue Pierce         | Maja Dürr          |
| Leonard                     | Jernard Burks      | Tilo Schmitz       |
| Linda Garner                | Sondra Currie      | Liane Rudolph      |
| Lisa                        | Nathalie Fay       | Sarah Riedel       |
| Mann in Aufzug (Mr. Creepy) | Todd Phillips      | Gunnar Helm        |
| Melissa                     | Rachael Harris     | Gundi Eberhard     |
| Mike Tyson                  | Mike Tyson         | Jan Odle           |
| Officer Foltz               | Brody Stevens      | Jan Kurbjuweit     |
| Officer Franklin            | Rob Riggle         | Johannes Berenz    |
| Officer Garden              | Cleo King          | Almut Zydra        |
| Priester                    | Robert A. Ringler  | F.G.M. Stegers     |
| Schneider Floyd             | Floyd Levine       | F.G.M. Stegers     |
| Stephanie Wenneck           | Gillian Vigman     | Julia Koberstein   |
| Tracy Garner                | Sasha Barrese      | Ghadah Al-Akel     |

### Soundtrack
Der offizielle Soundtrack von Decca Records zum Film umfasst zwölf Musiktitel.
Der offizielle Soundtrack wurde von der Fangemeinde des Films erheblich kritisiert, da von 21 im Film verwendeten Titeln lediglich zwölf auf dem offiziellen Tonträger zu finden sind. Viele der fehlenden Titel sind nach Meinung von Fans für die gewünschte Stimmung in verschiedenen Szenen wesentlich und daher auch von entsprechender Bedeutung für den Soundtrack.
| Nr. | Titel              | Interpret                      |
| --- | ------------------ | ------------------------------ |
| 1.  | It’s Now Or Never  | El Vez                         |
| 2.  | Thirteen           | Danzig                         |
| 3.  | Take It Off        | The Donnas                     |
| 4.  | Fever              | The Cramps                     |
| 5.  | Wedding Bells      | Gene Vincent and His Blue Caps |
| 6.  | In The Air Tonight | Phil Collins                   |
| 7.  | Stu’s Song         | Ed Helms                       |
| 8.  | Rhythm And Booze   | Treat Her Right                |
| 9.  | Iko Iko            | The Belle Stars                |
| 10. | Three Best Friends | Zach Galifianakis              |
| 11. | Ride The Sky II    | Revolution Mother              |
| 12. | Candy Shop         | Dan Finnerty and The Dan Band  |

### Marketing und Veröffentlichung
Der Film feierte am 30. Mai 2009 in Den Haag seine Premiere. Er kam am 5. Juni 2009 in die US-amerikanischen Kinos und spielte bereits am Eröffnungswochenende fast 45 Millionen US-Dollar ein. In Deutschland und der Schweiz lief der Film am 23. Juli 2009 in den Kinos an, in Österreich startete er einen Tag später. Ende August 2009 hatte der Film weltweit bereits mehr als 400 Millionen Dollar eingespielt und gehörte zu dem Zeitpunkt zu den erfolgreichsten Filmen des Jahres. Die Produktionskosten des Films beliefen sich auf rund 35 Millionen US-Dollar.
Am 4. Dezember 2009 kam die DVD und Blu-Ray-Disc von Hangover in Deutschland heraus. Die Blu-Ray-Disc enthält neben der Kinofassung einen Extended Cut, der ausschließlich in englischer Sprache vorliegt. Als Bonusmaterial ist bei der Kinofassung ein Bild-in-Bild-Kommentar der vier Hauptdarsteller, ein Schimpfwörter-Mix aller im Film verwendeten Kraftausdrücke, eine Aufnahme des Titels In the Air Tonight durch Mike Tyson gesungen sowie weitere Bilder von der verloren geglaubten Kamera zu sehen. Zudem enthält die Blu-Ray-Disc eine Tour entlang der Route der Verwüstung, die die Strecke mit Hintergrundinformationen nachverfolgt, die die vier Hauptdarsteller in jener Nacht zurücklegten, eine Sammlung von Slapsticks und Outtakes, den von den Hauptdarstellern eingesungenen Titel Three Best Friends sowie der Titel Fame der Dan Band.

## Rezeption

### Kritiken
Times Online nannte Hangover „einen der lustigsten Filme seit Langem“. Jason Salomons von der britischen Zeitung The Observer lobte die clevere und straffe Regiearbeit Todd Phillips’, die sich ungleich ähnlicher Filme wie Die Hochzeits-Crasher oder Ich, Du und der Andere nicht in Blödeleien verliere. Der Film, mit relativ unbekannten Schauspielern besetzt, sei ein „einzigartiger, kleiner Klassiker des Genres“. Peter Bradshaw von der Zeitung The Guardian gab Hangover vier von fünf möglichen Sternen und schrieb, er habe angesichts des Handlungsverlaufs ursprünglich einen schlechten Film erwartet. Hangover habe sich dann jedoch als ein „sehr humorvoller“ Film erwiesen, der auf eine eigentümliche Weise spannend sei, „wie eine neue Fortsetzung von Saw aus der Feder von Joe Orton.“
Derek Malcolm vom Londoner Evening Standard gab Hangover drei von fünf Sternen und kritisierte, dass der Film, der den Rückfall von Männern ins Pubertierende präsentiere, nicht den Mut habe, diese „fürchterlichen Idioten“ zu kritisieren. Gleichzeitig präsentiere er die wenigen Frauenfiguren des Films, wie die dümmliche, aber liebenswerte Stripperin, als genauso lächerlich wie die Männer. Dennoch sei der Film überdurchschnittlich gut und „exzellent gespielt“.
Das Lexikon des internationalen Films schrieb, Hangover sei eine „brachial-derbe Komödie, in der die harmlosen Exzesse der Nacht episodisch ans Licht gebracht werden, wobei einschlägige Genre-Vorbilder noch überflügelt werden sollen. Dank eines gelungenen Timings und guter Darsteller werden dem eher konventionellen Drehbuch absurd-komische Spitzen abgewonnen“.

### Auszeichnungen
Der Film gewann bei den Golden Globe Awards 2010 den Preis in der Kategorie Bester Film – Komödie oder Musical. Bei den Broadcast Film Critics Association Awards 2010 wurde Hangover als beste Komödie mit dem Critics Choice Award ausgezeichnet.

## Fortsetzungen
Pläne für eine Fortsetzung bestanden bereits, bevor Hangover in den Kinos zu sehen war. Die Dreharbeiten der Fortsetzung begannen im Oktober 2010. Todd Phillips führte abermals Regie. Die Produktion wurde erneut von Warner Bros. finanziert. Der Kinostart in den USA war am 26. Mai 2011, der deutsche Kinostart von Hangover 2 fand eine Woche später, am 2. Juni 2011, statt.
Am 23. Mai 2013 lief der finale Teil der Trilogie in den Vereinigten Staaten an, in den deutschen Kinos startete Hangover 3 eine Woche später.

## Trivia
- Hangover war nach Zum Ausziehen verführt und New York, I Love You bereits der dritte Film, in dem Bradley Cooper und Justin Bartha gemeinsam mitspielten. Für die Szenen, in denen das Baby zu sehen ist, standen insgesamt drei verschiedene Zwillingspaare vor der Kamera. Für die Rolle der Jade war ursprünglich Lindsay Lohan vorgesehen, die die Rolle ablehnte, später jedoch ihr Bedauern aussprach, bei dem Film nicht mitgewirkt zu haben. Regisseur Todd Phillips verzichtete auf seine übliche Gage und erhielt stattdessen eine Teilhaberschaft an dem Film. Er hat einen Cameo-Auftritt im Caesars Palace, wo er den Aufzug für einen intimen Augenblick mit einer Dame nutzt, bevor die vier Hauptdarsteller diesen betreten.[5]
- Zahlen spielen in Hangover eine besondere Rolle, darunter auch die vermeintliche Unglückszahl 13. Die erste Szene, die in Las Vegas spielt, ist mit dem Titel Thirteen (engl. „Dreizehn“) der Band Danzig musikalisch untermalt.[5]
- Der Film enthält mehrere Anspielungen auf das US-amerikanische Filmdrama Rain Man aus dem Jahr 1988, in dem Dustin Hoffman den an einem Savant-Syndrom leidenden Autisten Raymond spielt, der von seinem Bruder Charlie, gespielt von Tom Cruise, u. a. in einem Casino beim Black Jack durch Kartenzählen größere Summen gewinnen kann.[20] Zwischen Doug, Alan und Stu entwickelt sich eine Unterhaltung, in deren Verlauf Doug die anderen beiden auf diesen Film anspricht.
- Ed Helms und Rachael Harris spielten 2007 schon jeweils eine Reporterrolle in Evan Allmächtig.
- Ein weiterer Titel der Filmmusik ist Can’t Tell Me Nothing von Kanye West, für den der Künstler die Produktion eines alternativen Musikvideos unter Beteiligung des im Film zu sehenden Schauspielers Zach Galifianakis erbat. Am Ende des Films ist The Dan Band zu sehen, die bereits in Old School – Wir lassen absolut nichts anbrennen sowie Starsky & Hutch auftraten.[5]
- Für die Szenen, in denen die Zahnlücke von Ed Helms zu sehen sein sollte, nahm dieser den Ersatzzahn heraus, den er für gewöhnlich trägt, da bei ihm kein seitlicher Schneidezahn im ersten Quadranten angelegt ist.[5]
- Ursprünglich war geplant, dass Ken Jeong bekleidet aus dem Kofferraum des Mercedes springen sollte. Er entschied sich jedoch gegen diese Vorgaben und bevorzugte die Szene nackt zu drehen, da er dies seiner Rolle angemessener empfand.[5]
- Bradley Cooper berichtete in Toronto, dass die Dreharbeiten von den Einwohnern von Las Vegas kaum zur Kenntnis genommen wurden. Er lief blutüberströmt und mit Kratzspuren des Tigers im Nacken über die Straße, begleitet von seinem Schauspielerkollegen Justin Bartha, der für die Szene völlig sonnenverbrannt rot-geschminkt war, dennoch wurden sie von keinem der Passanten angesprochen.[5]
- Aufgrund eines abgehörten Telefongesprächs über den Film Hangover wurde 2012 in Deutschland eine 22-jährige Marokkanerin wegen vermeintlicher versuchter Anstiftung zum Mord angeklagt und nahezu ein Jahr in Untersuchungshaft genommen. Nachdem zusätzlich zu der dem Gericht vorliegenden Zusammenfassung des Gesprächs auch eine wörtliche Übersetzung des abgehörten Telefongesprächs aus dem Arabischen angefertigt wurde, deckte das Landgericht seinen Fehler auf, sprach die Angeklagte frei und entschädigte sie mit einer Zahlung in Höhe von 7.000 Euro.[21]